# Barry Newman
Barry Foster Newman (Boston, 7 de noviembre de 1930-Nueva York, 11 de mayo de 2023) fue un actor de cine y televisión estadounidense, famoso por su interpretación de Kowalski en la película Vanishing Point, donde encarna a un veterano de la guerra de Vietnam que apuesta a que es capaz de conducir un Dodge Challenger blanco de 1970 desde Denver, Colorado hasta San Francisco, California, recorriendo el sudoeste de Estados Unidos en tan sólo quince horas. También es conocido por su papel en la serie de televisión  Petrocelli en la que interpreta al abogado Anthony Petrocelli en un drama criminalístico por el que fue nominado a los premios Golden Globe y Emmy.

## Biografía
Barry Newman nació el 7 de noviembre de 1930 en Boston, Massachusetts, hijo de padre austríaco, Carl Henry Newman y Sarah Newman, de nacionalidad sueca. Estudió en la Boston Latin School y en la Brandeis University, donde se graduó en antropología cultural. 
Comenzó su carrera en una serie para la televisión neoyorkina, con una notable interpretación en el drama Edge of Night. Su primer papel en el cine fue el de un gánster en la película Pretty Boy Floyd (1960). Pero fue a finales de la década de 1960, cuando el director Sidney J. Furie estuvo en Nueva York buscando a un actor para su personaje principal en The Lawyer y Newman acudió al casting haciéndose con el papel. Tras la película recibió muy buenas críticas y se podría considerar su primer gran éxito. También fue importante, hasta la fecha la más reconocida, su interpretación en la ya mencionada Vanishing Point, convirtiéndole en todo un icono masculino en aquella época. La película fue catalogada como de culto y fue una de las primeras en tener una banda sonora original de música rock. Entre otros de sus papeles protagonistas encontramos El contacto de Salzburgo (1972), El miedo es la clave (1972), City on Fire (1979) compartiendo cartel con Ava Gardner, Amy (1981) por la que la revista Los Ángeles Times le nombró el "Spencer Tracy de los 80" o Pánico en el túnel (1996) junto a Sylvester Stallone y Viggo Mortensen. También apareció en la comedia adolescente 40 días y 40 noches (2002) junto a Josh Hartnett, interpretando al padre de este. La película tuvo buena acogida en la taquilla estadounidense.
Además de sus numerosos trabajos para el teatro y la televisión, Newman ha empezado actualmente a añadir su nombre en los créditos de algunas películas como productor al igual que está desarrollando algunos proyectos también como productor para la televisión.

## Premios y nominaciones
Año: 1975    Serie de TV: Petrocelli Premio: Emmy Categoría: Mejor actor principal
Resultado: Nominado
Año: 1976
Serie de TV: Petrocelli
Premio: Globo de Oro
Categoría: Mejor Actor de serie dramática
Resultado: Nominado

## Cine
- Pretty Boy Floyd (1960)
- The Moving Finger (1963)
- The Lawyer (1970)
- Vanishing Point (1971) ... Kowalski
- El miedo es la clave (1972) ... John Talbot Fear Is the Key
- El contacto de Salzsburgo (1972) ... Bill Mathison The Salzburg Connection *
- Night Games (1974)(TV) ... Anthony J. Petrocelli
- Sex and the Married Woman (1977) (TV) ... Alan Fitch
- Emergency (1979) ... Dr. Frank Whitman, City on Fire *
- King Crab (1980) (TV) ... Johnny Campana
- Amy (1981) ... Dr. Ben Corcoran
- Deadline (1982) (TV) ... Barney Duncan
- Fantasies (1982) (TV) ... Detective Flynn
- Un marido en cada costa (1982) ... Peter Baylin, Having It All *
- Second Sight: A Love Story (1984) ... Richard Chapman
- My Two Loves (1986) ... Ben
- Pánico en el túnel  (1996) ... Norman Bassett, Daylight *
- Réquiem por Brown (1998) ... Jack Skolnick, Brown's Requiem
- Goodbye Lover (1998) ... Sen. Lassetter
- El halcón inglés (1999) ... Jim Avery, The Limely *
- Bowfinger: El pícaro (1999) ... Hal, el agente de Kit
- Mentes asesinas (1999) ... Dr. Chamberlain, Fugitive Mind *
- G-Men From Hell (2000) ... Greydon Lake
- Jack the Dog (2001) ... Simon
- Consejera matrimonial (2001) ... Donald Simpson
- 40 días y 40 noches  (2002) ... Walter Sullivan, 40 Days and 40 Nights *
- Manhood (2003) ... Simon
- What the Bleep Do We Know!? (2004) ... Frank
- Grilled (2006) .... Boris

(*) Título original de la película

## Televisión
- The Edge of Night (1956) (Cast Member 1964-1965)
- Way Out (1961) ... Oficial de Policía (1 episodio,  Hush-Hush 1961)
- Armstrong Circle Theatre (1963) ... (1 episodio, 1963)
- Superagente 86 .... Assistant Guru (1 episodio, 1968)
- The Tonight Show Starring Johnny Carson ... Él Mismo (3 episodios, 1973-1975)
- Petrocelli (1974) ... Anthony J. Petrocelli (45 episodios, 1974-1976)
- Dinah! (1975) ...  El mismo (4 episodios, 1975-1980)
- Se ha escrito un crimen ... Andrew Bascombe (3 episodios, 1988-1995)
- Nightingales (1989) ... Dr. Garrett Braden (13 episodios, 1989)
- The New Hollywood Squares (1989) .... Invitado Especial (1 episodio, 1989)
- La Ley de Los Ángeles (1994) ... Frank Askoff (2 episodios, 1994) L.A. Law
- Policías de Nueva York ... Jimmy Wexler (2 episodios, 1994-1998)
- The O.C. (2005) ... Profesor Max Bloom (3 episodios, 2005)
- The Cleaner (2009) ... Marcus O'Hara (1 episodio Hello America)
- Entre fantasmas (2009) ... Ray James (1 episodio Till Death Do Us Start)